# NSWRL 1979
Die NSWRL 1979 war die 72. Saison der New South Wales Rugby League Premiership, der ersten australischen Rugby-League-Meisterschaft. Den ersten Tabellenplatz nach Ende der regulären Saison belegten die St. George Dragons. Diese gewannen im Finale 17:13 gegen die Canterbury-Bankstown Bulldogs und gewannen damit die NSWRL zum 15. Mal.

## Tabelle
|      | Team                          | Spiele | Siege | Unent. | Ndlg. | Spiel- punkte | Diff. | Tabellen- punkte |
| ---- | ----------------------------- | ------ | ----- | ------ | ----- | ------------- | ----- | ---------------- |
| 01.  | St. George Dragons            | 22     | 17    | 0      | 5     | 476:309       | + 167 | 34               |
| 02.  | Parramatta Eels               | 22     | 16    | 0      | 6     | 490:317       | + 173 | 32               |
| 03.  | Cronulla-Sutherland Sharks    | 22     | 14    | 1      | 7     | 367:270       | + 97  | 29               |
| 04.  | Western Suburbs Magpies       | 22     | 14    | 0      | 8     | 396:312       | + 84  | 28               |
| 05.  | Canterbury-Bankstown Bulldogs | 22     | 13    | 0      | 9     | 379:310       | + 69  | 26               |
| 06.  | Balmain Tigers                | 22     | 12    | 1      | 9     | 358:313       | + 45  | 25               |
| 07.  | Manly-Warringah Sea Eagles    | 22     | 11    | 1      | 10    | 341:353       | - 12  | 23               |
| 08.  | Eastern Suburbs Roosters      | 22     | 9     | 1      | 12    | 250:321       | - 71  | 19               |
| 09.  | South Sydney Rabbitohs        | 22     | 9     | 0      | 13    | 286:329       | - 43  | 18               |
| 010. | Penrith Panthers              | 22     | 6     | 2      | 14    | 211:473       | - 162 | 14               |
| 011. | Newtown Jets                  | 22     | 6     | 0      | 16    | 321:423       | - 102 | 12               |
| 012. | North Sydney Bears            | 22     | 2     | 0      | 20    | 302:547       | - 245 | 4                |

## Playoffs

### Ausscheidungs/Qualifikationsplayoffs
| 1. September | Parramatta Eels | 24 : 4 | Cronulla-Sutherland Sharks | Sydney Cricket Ground, Sydney Zuschauer: 28.335 Schiedsrichter: Gary Cook |
| 1. September | (5:4) Bericht   |        |                            | Sydney Cricket Ground, Sydney Zuschauer: 28.335 Schiedsrichter: Gary Cook |

| 2. September | Canterbury-Bankstown Bulldogs | 20 : 6 | Western Suburbs Magpies | Sydney Cricket Ground, Sydney Zuschauer: 22.104 Schiedsrichter: Greg Hartley |
| 2. September | (5:4) Bericht                 |        |                         | Sydney Cricket Ground, Sydney Zuschauer: 22.104 Schiedsrichter: Greg Hartley |

| 8. September | St. George Dragons | 15 : 11 | Parramatta Eels | Sydney Cricket Ground, Sydney Zuschauer: 38.531 Schiedsrichter: Gary Cook |
| 8. September | (5:2) Bericht      |         |                 | Sydney Cricket Ground, Sydney Zuschauer: 38.531 Schiedsrichter: Gary Cook |

| 9. September | Canterbury-Bankstown Bulldogs | 30 : 15 | Cronulla-Sutherland Sharks | Sydney Cricket Ground, Sydney Zuschauer: 24.132 Schiedsrichter: Greg Hartley |
| 9. September | (15:10) Bericht               |         |                            | Sydney Cricket Ground, Sydney Zuschauer: 24.132 Schiedsrichter: Greg Hartley |

### Halbfinale
| 15. September | Canterbury-Bankstown Bulldogs | 20 : 14 | Parramatta Eels | Sydney Cricket Ground, Sydney Zuschauer: 33.291 Schiedsrichter: Greg Hartley |
| 15. September | (5:4) Bericht                 |         |                 | Sydney Cricket Ground, Sydney Zuschauer: 33.291 Schiedsrichter: Greg Hartley |

### Grand Final
| 22. September | St. George Dragons                                                                 | 17 : 13        | Canterbury-Bankstown Bulldogs                                  | Sydney Cricket Ground, Sydney Zuschauer: 50.991 Schiedsrichter: Greg Hartley |
| 22. September | Versuche: Brennan, Johnson, Reddy Erhöhungen: Grant (3/3) Straftritte: Grant (1/2) | (17:2) Bericht | Versuche: Cutler, Gearin, P. Mortimer Erhöhungen: Gearin (2/3) | Sydney Cricket Ground, Sydney Zuschauer: 50.991 Schiedsrichter: Greg Hartley |

| 1                  | Brian Johnson    |
| 2                  | Mitch Brennan    |
| 3                  | Graham Quinn     |
| 4                  | Robert Finch     |
| 5                  | Michel Sorridimi |
| 6                  | Tony Trudgett    |
| 7                  | Steve Morris     |
| 8                  | Bruce Starkey    |
| 9                  | Steve Edge       |
| 10                 | Craig Young      |
| 11                 | George Grant     |
| 12                 | Graeme Wynn      |
| 13                 | Rod Reddy        |
| Auswechselspieler: |                  |
| 16                 | Steve Butler     |
| 18                 | Robert Stone     |

| 1                  | Stan Cutler     |
| 2                  | Chris Anderson  |
| 3                  | Chris Mortimer  |
| 4                  | Peter Mortimer  |
| 5                  | Steve Gearin    |
| 6                  | Garry Hughes    |
| 7                  | Steve Mortimer  |
| 8                  | Greg Cook       |
| 9                  | George Peponis  |
| 10                 | Peter Smith     |
| 11                 | Graeme Hughes   |
| 12                 | Peter Cassilles |
| 13                 | Steve Folkes    |
| Auswechselspieler: |                 |
| 14                 | Mark Hughes     |